# Кенестуский сельский округ
Кенестуский  сельский округ (каз. Кеңесту ауылдық округі) — административно-территориальное образование в Темирском районе Актюбинской области.

## Населённые пункты
В состав Кенестуского сельского округа входит 3 населённых пункта: село Копа (1063 жителя), станция Калмаккырган (295 жителей), село Шитубек (168 жителей).
Ранее в состав сельского округа входило ныне упразднённое село — Акжар. Упразднено в 2013 году ввиду малой численности населения.
В годы СССР на территории сельского округа существовал Кенестуский сельсовет.

## Населения

### Динамика численности
| Численность населения | Численность населения | Численность населения |
| 1989                  | 1999                  | 2009                  |
| --------------------- | --------------------- | --------------------- |
| 1549                  | ↗1658                 | ↘1544                 |

### Численность населения[2][3][1]
| № | Населённый пункт | Перепись населения 1989 | Перепись населения 1999 | Перепись населения 2009 |
| - | ---------------- | ----------------------- | ----------------------- | ----------------------- |
| 1 | с. Копа          | 1102                    | 1021                    | 1063                    |
| 2 | ст. Калмаккырган | 174                     | 183                     | 295                     |
| 3 | с. Шитубек       | 214                     | 405                     | 168                     |
| 4 | с. Акжар         | 59                      | 49                      | 18                      |
|   | Всего            | 1549                    | 1656                    | 1544                    |

## Экономика
Основное направление сельскохозяйственной деятельности — животноводство.
В годы СССР на территории сельского округа существовал Кенестуский совхоз.